# ولید مهذب الختروشی
ولید مهذب الختروشی (عربی: وليد مهذب الختروشي؛ زادهٔ ۶ نوامبر ۱۹۸۵) بازیکن فوتبال اهل لیبی است.
از باشگاه‌هایی که در آن بازی کرده‌است می‌توان به باشگاه فوتبال الاتحاد اشاره کرد.
وی همچنین در تیم ملی فوتبال لیبی بازی کرده‌است.